# Liste der denkmalgeschützten Objekte in Unterlamm
Die Liste der denkmalgeschützten Objekte in Unterlamm enthält das einzige  denkmalgeschützte, unbewegliche Objekt der Gemeinde Unterlamm im steirischen Bezirk Südoststeiermark, das unter Schutz gestellt wurde.

## Denkmäler
| Foto |                 | Denkmal                                                         | Standort               | Beschreibung | Metadaten |
| ---- | --------------- | --------------------------------------------------------------- | ---------------------- | --- | --- |
| ja   | Datei hochladen | Kath. Pfarrkirche hl. Heinrich HERIS-ID: 61507 Objekt-ID: 73923 | Standort KG: Unterlamm | Die Pfarrkirche wurde von 1907 bis 1910 von Hans Pascher im Stil des Historismus erbaut. An das vierjochige Langhaus schließen ein eingezogener Chor sowie an der Südseite ein quadratischer Turm mit Pyramidenhelm an. | BDA-Hist.: Q20408522 Status: § 2a Stand der BDA-Liste: 2025-06-30 Name: Kath. Pfarrkirche hl. Heinrich GstNr.: .172 Pfarrkirche hl. Heinrich, Unterlamm |